# Anthonie Jansz. van der Croos
Anthonie Jansz. van der Croos ou Antonie van der Croost (1606, Alkmaar - 1662, La Haye) est un peintre néerlandais du siècle d'or.

## Biographie
Anthonie Jansz. van der Croos est né vers 1606 à Alkmaar aux Pays-Bas. En 1634, il quitte Alkmaar et s'installe à La Haye. Il devient membre et secrétaire de la Confrérie Pictura à La Haye en 1656. 
Il est connu pour ses paysages de rivières, de forêts, avec en arrière-plan des villages, des châteaux, des palais ou des tours souvent identifiables mais rarement fidèles à la réalité. La distance entre les monuments n'est pas toujours respectée et il peut en inverser l'ordre. 
Certains motifs spécifiques reviennent dans plusieurs tableaux de l'artiste, tels que la représentation de dénicheurs d'oiseaux. Les personnages qu'il représente aux premiers plans de ses œuvres semblent presque caricaturaux, souvent représentés avec des chapeaux à large bord. 
Van der Croos a réalisé de nombreuses séries de paysages, ce qui est assez rare dans la peinture hollandaise. Cette idée de travailler en séries est issue du domaine de la cartographie, où figurent souvent sur une même feuille plusieurs plans de ville. Cependant, le peintre sélectionne ses vues essentiellement selon leur caractère pittoresque. 
Son œuvre est influencée par Jan van Goyen ce qui se voit notamment dans sa manière de peindre avec une touche d'aspect graphique ainsi que dans le dessin sous-jacent aux traits rapides. De même, il utilise des couleurs proches de celles de Van Goyen, qui correspondent de façon plus générale aux couleurs habituellement utilisées par les paysagistes de Haarlem, avec une atmosphère souvent teintée de rose. Il reprend par exemple à cet artiste le motif de l'arbre mort au tronc noueux et aux branches arrachées dans certains de ses tableaux.
Plusieurs tableaux de cet artiste ont été légués par Pierre Maury à la ville de Toulouse et sont conservés au musée des Augustins.

## Œuvres
- Paysage avec ville[4], Museum Bredius, La Haye
- Paysage avec petit ruisseau[4], Museum Bredius, La Haye
- Décor de boîte[5], Rijksmuseum, Amsterdam
- Paysage hollandais traversé par une route, animée de figures[6], Le Louvre, Paris
- Jour d'orage[7], Art Gallery of Great Victoria, British Columbia
- Paysage avec le château de Rijswijk[8], The Bowes Museum, Durham, Royaume-Uni
- La Haye vue du Nord - Les dénicheurs d'oiseaux[9], Musée des Augustins, Toulouse
- Vue de la ville de Leyde, Musée des Beaux-Arts de Carcassonne [10]
- Parc du palais de Huis ten Bosch[11], Finnish National Gallery, Helsinki, Finlande
- Paysage à Rijswick près de la Haye, Palais des beaux-arts de Lille

## Galerie

Ruines de l'église de Eikenduinen, 1655, Musée des Augustins, Toulouse
Le château de Westerbeek, 1655, Musée des Augustins, Toulouse
Panorama avec l’église de Loosduinen, 1655, Musée des Augustins, Toulouse
Le Mallemolen, 1655, Musée des Augustins, Toulouse
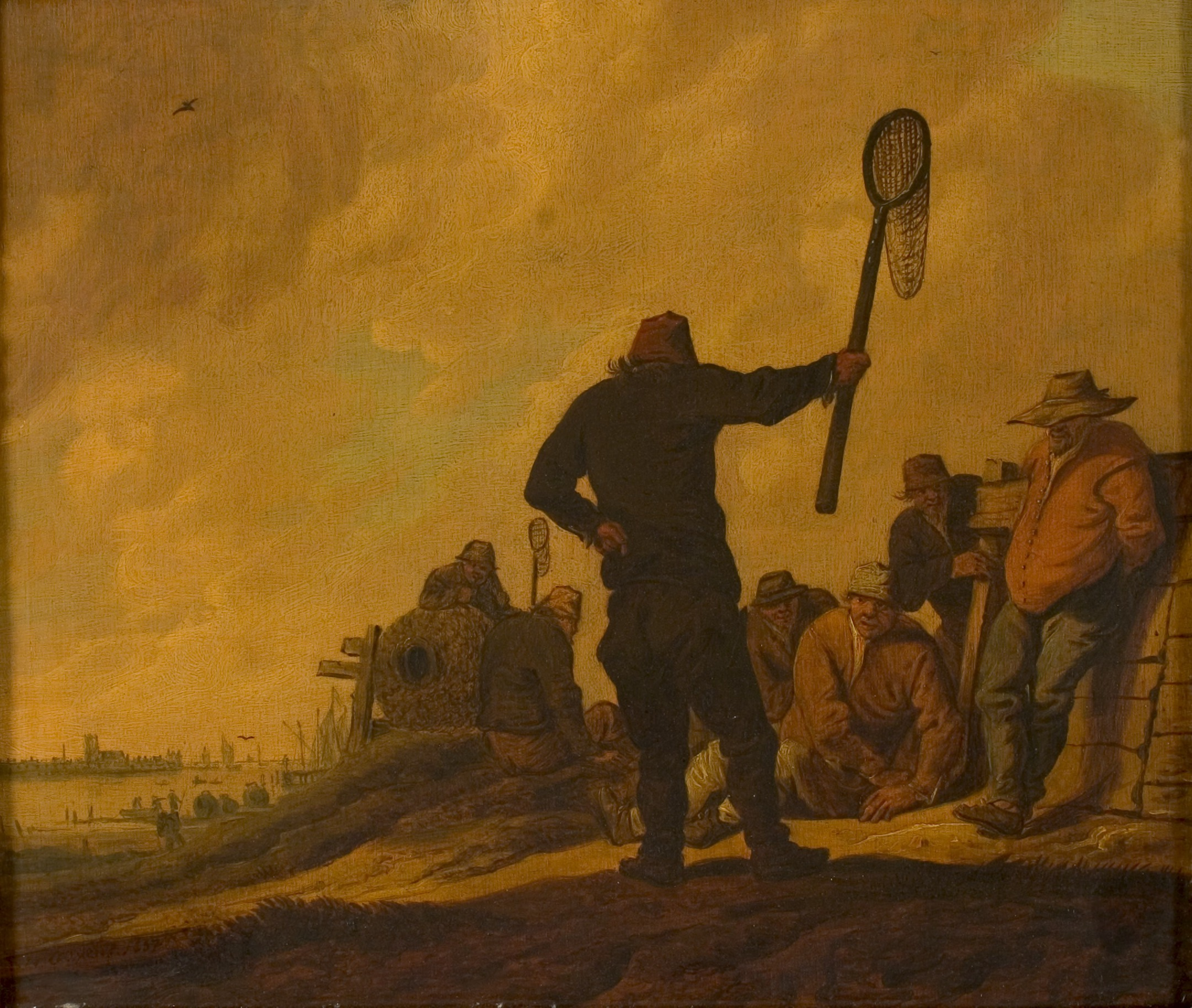
Pêcheurs au bord de l'eau, 1657, Rijksmuseum, Amsterdam
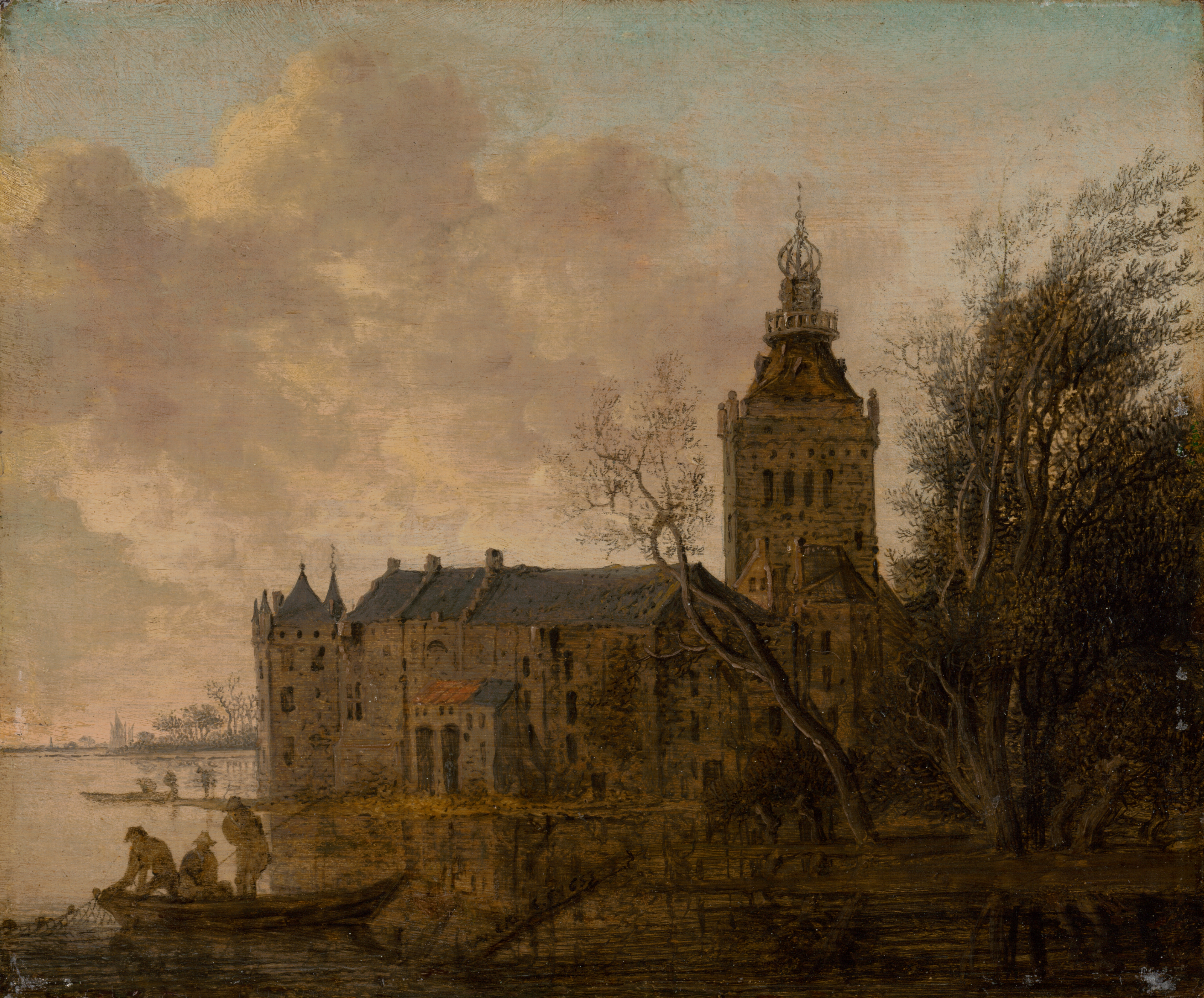
Château Montfort, 1653, Galerie National Slovaque, Bratislava